# 스타행쇼
《스타행쇼》는 온게임넷의 예능 프로그램이다. 스타크래프트 II : 군단의 심장 출시에 맞춰 스타크래프트 II를 알려주기 위한 프로그램이다.

## 방송 시간
| 방송 채널 | 방송 기간                          | 방송 시간                                 |
| --------- | ---------------------------------- | ----------------------------------------- |
| 온게임넷  | 2013년 1월 24일 ~ 2013년 3월 14일  | 매주 목요일 오후 7:30 ~ 9:00 (1시간 30분) |
| 온게임넷  | 2013년 6월 2일 ~ 2013년 7월 28일   | 매주 일요일 오후 8:00 ~ 9:00 (1시간)      |
| 온게임넷  | 2013년 10월 8일 ~ 2013년 12월 10일 | 매주 화요일 오후 6:00 ~ 8:00 (2시간)      |
| 온게임넷  | 2014년 6월 17일 ~ 2014년 8월 5일   | 매주 화요일 오후 7:00 ~ 9:00 (2시간)      |
| 온게임넷  | 2014년 11월 4일 ~ 2014년 12월 30일 | 매주 화요일 오후 7:00 ~ 8:10 (1시간 10분) |

## 방송 내용

### 시즌1
| 회차 | 방송 일자       | 게스트         | 행동양식                                                                       |
| ---- | --------------- | -------------- | ------------------------------------------------------------------------------ |
| 1    | 2013년 1월 24일 | 이영호, 송병구 | 다음 방송녹화 직전 리무진을 타고 부곡하와이에 가서 "니가가라 하와이"를 외친다. |
| 2    | 2013년 1월 31일 | 장민철, 이윤열 | 용산 e스포츠 스타디움에서 아이스크림을 맛있게 먹으며 스타뒷담화를 찍는다.      |
| 3    | 2013년 2월 7일  | 온상민, 이승원 |                                                                                |
| 4    | 2013년 2월 14일 | 김택용, 이제동 |                                                                                |
| 5    | 2013년 2월 21일 | 원이삭, 전태양 | 얼어붙은 동막해변에서 자연산 회를 뜰채로 뜨기만 한다.                          |
| 6    | 2013년 3월 1일  | 신상문, 김정우 | 비오는 날 서울에 있는 파전집에서 생파를 다듬는다.                              |
| 7    | 2013년 3월 8일  | 이정훈, 정종현 | 3월 11일 IM팀 숙소에서 콩댄스를 추면서 군단의 심장 칼날여왕 코스프레를 한다.   |
| 8    | 2013년 3월 15일 | 김동준, 강민   | 모두가 원하는 때 나주흉가에서 마네킹과 함께 숙박을 한다.                       |

### 시즌2
| 회차 | 방송 일자                | 게스트         | 행동양식 |
| ---- | ------------------------ | -------------- | -------- |
| 1    | 2013년 6월 2일           | 이영호, 송병구 |          |
| 2    | 2013년 6월 16일          | 원이삭, 신재욱 |          |
| 3    | 2013년 6월 23일          | 이신형, 신대근 |          |
| 4    | 2013년 6월 30일          | 김가영, 김시윤 |          |
| 5    | 2013년 7월 7일           | 홍진호, 이윤열 |          |
| 6    | 2013년 7월 14일          | 정명훈, 허영무 |          |
| 7    | 2013년 7월 21일          | 김민철, 김유진 |          |
| 8    | 2013년 7월 28일 (생방송) | 도재욱, 이유라 |          |

### 시즌3[2]
| 회차 | 방송 일자                 | 1부 게스트             | 2부게스트              |
| ---- | ------------------------- | ---------------------- | ---------------------- |
| 1    | 2013년 10월 8일 (생방송)  | SK텔레콤 T1            | 최연성, 박용욱, 전상욱 |
| 2    | 2013년 10월 19일 (생방송) | KT 롤스터              | 최연성, 박용욱, 전상욱 |
| 3    | 2013년 10월 22일 (생방송) | 프라임                 | 최연성, 박용욱, 전상욱 |
| 4    | 2013년 10월 29일 (생방송) | CJ 엔투스              | 송병구, 허영무         |
| 5    | 2013년 11월 19일          | 삼성 갤럭시 칸         | 송병구, 허영무         |
| 6    | 2013년 11월 26일          | SK텔레콤 T1, KT 롤스터 |                        |
| 7    | 2013년 12월 3일 (생방송)  | 진에어 그린윙스        |                        |
| 8    | 2013년 12월 10일 (생방송) | 소울, 김유진           |                        |

### 시즌4
| 회차 | 방송 일자                | 게스트          |
| ---- | ------------------------ | --------------- |
| 1    | 2014년 6월 17일 (생방송) |                 |
| 2    | 2014년 6월 24일 (생방송) | 수지 킴         |
| 3    | 2014년 7월 1일 (생방송)  | 수지 킴         |
| 4    | 2014년 7월 8일 (생방송)  | 수지 킴, 이영호 |
| 5    | 2014년 7월 15일 (생방송) | 수지 킴         |
| 6    | 2014년 7월 22일 (생방송) | 수지 킴         |
| 7    | 2014년 7월 29일 (생방송) | 수지 킴         |
| 8    | 2014년 8월 5일 (생방송)  | 수지 킴, 송병구 |

### 시즌5
| 회차 | 방송 일자                 | 게스트         |
| ---- | ------------------------- | -------------- |
| 1    | 2014년 11월 4일 (생방송)  |                |
| 2    | 2014년 11월 18일 (생방송) | 김민영         |
| 3    | 2014년 11월 25일 (생방송) | 김민영, 정민성 |
| 4    | 2014년 12월 2일 (생방송)  | 김민영, 정우서 |
| 5    | 2014년 12월 9일 (생방송)  | 김민영, 복한규 |
| 6    | 2014년 12월 16일 (생방송) | 김민영, 장민철 |
| 7    | 2014년 12월 23일 (생방송) | 김민영, 복한규 |
| 8    | 2014년 12월 30일 (생방송) | 김민영, 엄재경 |